# Morti nel 2015/Marzo
| Questa pagina contiene informazioni ricavate automaticamente dalle voci biografiche con l'ausilio del template Bio e di un bot. L'aggiornamento è periodico e automatico e ricostruisce completamente la pagina. Se manca una persona in questa lista, sei pregato di non aggiungerla, ma accertati piuttosto che la sua voce biografica contenga il template Bio e che i dati anagrafici siano correttamente compilati. Se il template Bio manca, inseriscilo tu stesso o, in alternativa, metti l'avviso {{tmp\|Bio}} che ne segnala la mancanza. Se i dati riportati sono sbagliati, correggi direttamente la voce biografica; le modifiche saranno visibili in questa lista entro pochi giorni. Per chiarimenti vedi il progetto biografie. La lista contiene solo le 182 persone che sono citate nell'enciclopedia e per le quali è stato implementato correttamente il template Bio. Pagina aggiornata al 18 ago 2025. |

- 1º marzo - Daniel von Bargen, attore statunitense (n. 1950)
- 1º marzo - Orrin Keepnews, produttore discografico e paroliere statunitense (n. 1923)
- 1º marzo - Guram Minashvili, cestista sovietico (n. 1936)
- 1º marzo - Osvaldo Peretti, calciatore argentino (n. 1921)
- 1º marzo - Christian Welp, cestista e allenatore di pallacanestro tedesco (n. 1964)
- 1º marzo - Wolfram Wuttke, calciatore tedesco (n. 1961)
- 2 marzo - Francisco González Ledesma, giornalista e scrittore spagnolo (n. 1927)
- 2 marzo - Moises Jinich, calciatore messicano (n. 1927)
- 2 marzo - Dave Mackay, calciatore e allenatore di calcio scozzese (n. 1934)
- 2 marzo - Jenna McMahon, attrice, cabarettista e produttrice televisiva statunitense (n. 1925)
- 2 marzo - Michel Menu, scrittore, partigiano e educatore francese (n. 1916)
- 2 marzo - Mal Peet, scrittore e illustratore britannico (n. 1947)
- 2 marzo - Delia Salvi, attrice, docente e scrittrice statunitense (n. 1927)
- 3 marzo - Lynn Borden, attrice statunitense (n. 1937)
- 3 marzo - André Brulé, ciclista su strada e ciclocrossista francese (n. 1922)
- 3 marzo - Bruna Corrà, attrice italiana (n. 1931)
- 3 marzo - Zoe Leader, doppiatrice statunitense (n. 1949)
- 4 marzo - Stacey Arceneaux, cestista statunitense (n. 1936)
- 4 marzo - Giuseppe Grioli, matematico e fisico italiano (n. 1912)
- 4 marzo - Iwao Horiuchi, lottatore giapponese (n. 1941)
- 4 marzo - Karl-Alfred Jakobsson, calciatore svedese (n. 1926)
- 4 marzo - Leopoldo Mazzarolli, giurista italiano (n. 1930)
- 5 marzo - Aldo D'Alessio, politico italiano (n. 1928)
- 5 marzo - Edward Michael Egan, cardinale e arcivescovo cattolico statunitense (n. 1932)
- 5 marzo - Evelyn Furtsch, velocista statunitense (n. 1914)
- 5 marzo - Nino Giuffrida, pittore italiano (n. 1924)
- 5 marzo - Karina Kraushaar, attrice tedesca (n. 1971)
- 5 marzo - Albert e David Maysles, regista statunitense (n. 1926)
- 5 marzo - Dirk Shafer, modello e attore statunitense (n. 1962)
- 6 marzo - Pilar Montoya, danzatrice spagnola (n. 1960)
- 7 marzo - Felice Andreis, fotografo e chimico italiano (n. 1907)
- 7 marzo - Derek Day, hockeista su prato britannico (n. 1927)
- 7 marzo - Frank Ray Keyser, politico e avvocato statunitense (n. 1927)
- 7 marzo - Edmond Malinvaud, economista francese (n. 1923)
- 7 marzo - Yoshihiro Tatsumi, fumettista giapponese (n. 1935)
- 8 marzo - Inezita Barroso, cantante, attrice e compositrice brasiliana (n. 1925)
- 8 marzo - Reinhard Franz, calciatore tedesco orientale (n. 1934)
- 8 marzo - Marija Krjučkova, ginnasta russa (n. 1988)
- 8 marzo - Alessandro Lami, filologo classico e grecista italiano (n. 1949)
- 8 marzo - Lars Larsson, calciatore svedese (n. 1962)
- 8 marzo - Sam Simon, sceneggiatore e produttore televisivo statunitense (n. 1955)
- 8 marzo - Lew Soloff, trombettista, compositore e attore statunitense (n. 1944)
- 9 marzo - Rico Alaniz, attore messicano (n. 1919)
- 9 marzo - Florence Arthaud, velista, navigatore e scrittrice francese (n. 1957)
- 9 marzo - Gaetano Brundu, pittore italiano (n. 1936)
- 9 marzo - Peppino Fumagalli, imprenditore italiano (n. 1928)
- 9 marzo - Jiří Matoušek, matematico ceco (n. 1963)
- 9 marzo - Windell Middlebrooks, attore statunitense (n. 1979)
- 9 marzo - Camille Muffat, nuotatrice francese (n. 1989)
- 9 marzo - Frei Otto, architetto e ingegnere tedesco (n. 1925)
- 9 marzo - Alexis Vastine, pugile francese (n. 1986)
- 10 marzo - Richard Glatzer, regista e sceneggiatore statunitense (n. 1952)
- 10 marzo - Harry A. Hoffner, assiriologo statunitense (n. 1934)
- 10 marzo - Antonella Murgia, attrice italiana (n. 1942)
- 10 marzo - Terenzio Polverini, calciatore e allenatore di calcio italiano (n. 1935)
- 10 marzo - Paolo Terni, scrittore, musicologo e conduttore radiofonico italiano (n. 1932)
- 10 marzo - Gianalfonso D'Avossa, generale, saggista e giornalista italiano (n. 1940)
- 11 marzo - Walter Burkert, storico delle religioni e filologo classico tedesco (n. 1931)
- 11 marzo - Mayr Facci, cestista brasiliano (n. 1927)
- 11 marzo - Carlo Ubaldo Rossi, compositore, arrangiatore e produttore discografico italiano (n. 1958)
- 11 marzo - Ralph Taeger, attore statunitense (n. 1936)
- 12 marzo - Michael Graves, architetto statunitense (n. 1934)
- 12 marzo - Park Jae-seung, calciatore sudcoreano (n. 1923)
- 12 marzo - Terry Pratchett, scrittore britannico (n. 1948)
- 13 marzo - Daevid Allen, chitarrista, cantante e compositore australiano (n. 1938)
- 13 marzo - Zofia Kielan-Jaworowska, paleontologa polacca (n. 1925)
- 13 marzo - Ismaïla Manga, artista senegalese (n. 1957)
- 13 marzo - Giuseppe Righetti, politico italiano (n. 1926)
- 13 marzo - Klaus Ulonska, velocista e dirigente sportivo tedesco (n. 1942)
- 13 marzo - Maria Vicol, schermitrice rumena (n. 1935)
- 14 marzo - Nino Cristofori, sindacalista e politico italiano (n. 1930)
- 14 marzo - Bodys Isek Kingelez, scultore della Repubblica Democratica del Congo (n. 1948)
- 14 marzo - Ib Melchior, scrittore, produttore cinematografico e sceneggiatore danese (n. 1917)
- 14 marzo - Valentin Grigor'evič Rasputin, scrittore russo (n. 1937)
- 14 marzo - Jack Six, bassista statunitense (n. 1930)
- 15 marzo - Akasha Bashir, pakistano (n. 1994)
- 15 marzo - Antonio Betancort, calciatore spagnolo (n. 1937)
- 15 marzo - Luciano Ercoli, regista, produttore cinematografico e sceneggiatore italiano (n. 1929)
- 15 marzo - Sally Forrest, attrice statunitense (n. 1928)
- 15 marzo - Ján Kulich, scultore e insegnante slovacco (n. 1930)
- 15 marzo - Gino Moretti, matematico italiano (n. 1917)
- 15 marzo - Mike Porcaro, bassista statunitense (n. 1955)
- 15 marzo - Eric Yeo, pallanuotista singaporiano (n. 1936)
- 16 marzo - Nicola Bellisario, politico italiano (n. 1921)
- 16 marzo - Giovanni Cesareo, giornalista, scrittore e critico televisivo italiano (n. 1926)
- 16 marzo - Andy Fraser, bassista inglese (n. 1952)
- 16 marzo - Jack Haley, cestista e allenatore di pallacanestro statunitense (n. 1964)
- 16 marzo - Lev Kuznecov, schermidore sovietico (n. 1930)
- 16 marzo - Bianca Penco, letterata italiana (n. 1917)
- 16 marzo - Donald Irwin Robertson, pianista e cantautore statunitense (n. 1922)
- 16 marzo - Gustavo Selva, giornalista e politico italiano (n. 1926)
- 16 marzo - Pasquale Senatore, politico italiano (n. 1940)
- 17 marzo - Sandro Cantone, politico italiano (n. 1922)
- 17 marzo - Antonio Dorado Soto, vescovo cattolico spagnolo (n. 1931)
- 17 marzo - Frank Perris, pilota motociclistico britannico (n. 1931)
- 17 marzo - Guido Zappa, matematico italiano (n. 1915)
- 18 marzo - Harry Heijnen, calciatore olandese (n. 1940)
- 18 marzo - Ciro Imparato, doppiatore italiano (n. 1962)
- 18 marzo - Grace Ogot, scrittrice e politica keniota (n. 1930)
- 18 marzo - Oleg Sakirkin, triplista kazako (n. 1966)
- 18 marzo - Zhao Dayu, calciatore e allenatore di calcio cinese (n. 1961)
- 19 marzo - Algimantas Dailidė, militare lituano (n. 1921)
- 19 marzo - Gerda van der Kade-Koudijs, lunghista, velocista e ostacolista olandese (n. 1923)
- 19 marzo - José Pacheco, cestista statunitense (n. 1948)
- 19 marzo - Marco Pavignani, imprenditore italiano (n. 1936)
- 19 marzo - Mordecai Roshwald, scrittore e autore di fantascienza statunitense (n. 1921)
- 20 marzo - Malcolm Fraser, politico australiano (n. 1930)
- 20 marzo - Walter Grauman, regista e produttore televisivo statunitense (n. 1922)
- 20 marzo - Steve Mokone, calciatore sudafricano (n. 1932)
- 20 marzo - A.J. Pero, batterista statunitense (n. 1959)
- 20 marzo - Gregory Walcott, attore statunitense (n. 1928)
- 21 marzo - Perro Aguayo Jr., wrestler messicano (n. 1979)
- 21 marzo - Silvano Bacicchi, politico e partigiano italiano (n. 1923)
- 21 marzo - Chuck Bednarik, giocatore di football americano statunitense (n. 1925)
- 21 marzo - Betty Brey, nuotatrice statunitense (n. 1931)
- 21 marzo - Milen Dobrev, sollevatore bulgaro (n. 1980)
- 21 marzo - Hans Erni, pittore, disegnatore e scultore svizzero (n. 1909)
- 21 marzo - Jørgen Ingmann, cantante e musicista danese (n. 1925)
- 21 marzo - Arnošt Klimčík, pallamanista cecoslovacco (n. 1945)
- 21 marzo - Donald Olsen, architetto statunitense (n. 1919)
- 21 marzo - Alberta Watson, attrice canadese (n. 1955)
- 21 marzo - Warren Womble, allenatore di pallacanestro e dirigente sportivo statunitense (n. 1920)
- 22 marzo - Andrea Agnaletti, politico italiano (n. 1932)
- 22 marzo - Horst Buhtz, allenatore di calcio e calciatore tedesco (n. 1923)
- 22 marzo - Pier Francesco Paolini, scrittore, traduttore e poeta italiano (n. 1928)
- 22 marzo - Norman Scribner, direttore d'orchestra, compositore e pianista statunitense (n. 1936)
- 23 marzo - Gian Vittorio Baldi, regista, produttore cinematografico e sceneggiatore italiano (n. 1930)
- 23 marzo - Alberta Cox, cestista e allenatrice di pallacanestro statunitense (n. 1931)
- 23 marzo - Vito Fiorenza, fotografo statunitense (n. 1927)
- 23 marzo - Herberto Hélder, poeta portoghese (n. 1930)
- 23 marzo - Søren Kam, militare danese (n. 1921)
- 23 marzo - Lee Kuan Yew, politico e avvocato singaporiano (n. 1923)
- 23 marzo - Bobby Lowther, cestista, astista e giavellottista statunitense (n. 1923)
- 23 marzo - Carla Macelloni, attrice italiana (n. 1937)
- 23 marzo - Cédric Ragot, designer francese (n. 1973)
- 24 marzo - Nico Baracchi, skeletonista e bobbista svizzero (n. 1957)
- 24 marzo - Oleg Bryjak, baritono kazako (n. 1960)
- 24 marzo - Allan Charleston, pallanuotista australiano (n. 1934)
- 24 marzo - Scott Clendenin, bassista statunitense (n. 1968)
- 24 marzo - Roger Mayer, produttore cinematografico statunitense (n. 1926)
- 24 marzo - Maria Radner, contralto tedesco (n. 1981)
- 25 marzo - Ivo Garrani, attore e doppiatore italiano (n. 1924)
- 25 marzo - Joseph Lopreato, sociologo statunitense (n. 1928)
- 25 marzo - Nanda, attrice indiana (n. 1939)
- 25 marzo - Renato Solmi, storico e traduttore italiano (n. 1927)
- 25 marzo - Ron Suart, calciatore e allenatore di calcio britannico (n. 1920)
- 25 marzo - Armando Tomasi, pittore italiano (n. 1940)
- 26 marzo - Ennio Appignanesi, arcivescovo cattolico italiano (n. 1925)
- 26 marzo - Ray Barra, ballerino, direttore artistico e coreografo statunitense (n. 1930)
- 26 marzo - Dinkha IV, presbitero iracheno (n. 1935)
- 26 marzo - John Renbourn, chitarrista e compositore britannico (n. 1944)
- 26 marzo - Fred Robsahm, attore e regista norvegese (n. 1943)
- 26 marzo - Tomas Tranströmer, scrittore, poeta e traduttore svedese (n. 1931)
- 27 marzo - Rik Battaglia, attore italiano (n. 1927)
- 27 marzo - Otto Paul Clavadetscher, storico svizzero (n. 1919)
- 27 marzo - B.J. Crosby, attrice e cantante statunitense (n. 1952)
- 27 marzo - Rod Hundley, cestista e giornalista statunitense (n. 1934)
- 27 marzo - Olga Syahputra, attore indonesiano (n. 1983)
- 27 marzo - Mate Trojanović, canottiere jugoslavo (n. 1930)
- 27 marzo - George Wang, attore cinese (n. 1918)
- 27 marzo - Susumu Yokota, musicista giapponese (n. 1961)
- 28 marzo - Richard L. Bare, regista statunitense (n. 1913)
- 28 marzo - Miroslav Ondříček, direttore della fotografia cecoslovacco (n. 1934)
- 28 marzo - Gene Saks, regista e attore statunitense (n. 1921)
- 28 marzo - Walter Schuck, aviatore tedesco (n. 1920)
- 29 marzo - Juan Carlos Maccarone, vescovo cattolico argentino (n. 1940)
- 29 marzo - Angelo Rizzo, regista, sceneggiatore e giornalista italiano (n. 1959)
- 30 marzo - Calogero Cascio, fotografo italiano (n. 1927)
- 30 marzo - Helmut Dietl, regista tedesco (n. 1944)
- 30 marzo - Ingrid van Houten-Groeneveld, astronoma olandese (n. 1921)
- 30 marzo - Aniceto Molina, cantautore e fisarmonicista colombiano (n. 1939)
- 30 marzo - Roger Slifer, fumettista, sceneggiatore e produttore televisivo statunitense (n. 1954)
- 30 marzo - Robert Z'Dar, attore e produttore cinematografico statunitense (n. 1950)
- 31 marzo - Pino Amenta, bassista italiano (n. 1936)
- 31 marzo - Albino Bernardini, scrittore e insegnante italiano (n. 1917)
- 31 marzo - Carlo Ceccotti, calciatore italiano (n. 1940)
- 31 marzo - Cocoa Fujiwara, fumettista giapponese (n. 1983)
- 31 marzo - Franz Josef Müller, attivista tedesco (n. 1924)
- 31 marzo - Ortensio da Spinetoli, presbitero e biblista italiano (n. 1925)
- 31 marzo - Carlo Scaccabarozzi, calciatore italiano (n. 1932)
- 31 marzo - Michel Scheuer, canoista tedesco (n. 1927)
- 31 marzo - Klaus Tschira, imprenditore tedesco (n. 1940)